# Nectandra purpurea
Nectandra purpurea (Ruiz & Pav.) Mez – gatunek rośliny z rodziny wawrzynowatych (Lauraceae Juss.). Występuje naturalnie na obszarze od Nikaragui aż po Peru, Boliwię i Brazylię (w stanach Acre, Bahia, Ceará i Espírito Santo). 

## Morfologia
PokrójZimozielone drzewo lub krzew dorastające do 15 m wysokości. Gałęzie są owłosione.
LiścieMają eliptyczny kształt. Mierzą 10–25 cm długości oraz 5–10 szerokości. Są owłosione od spodu. Nasada liścia jest rozwarta. Wierzchołek jest spiczasty.
KwiatySą zebrane w wiechy. Rozwijają się w kątach pędów. Dorastają do 15 cm długości. Płatki okwiatu pojedynczego mają białą barwę. Są niepozorne – mierzą 3–5 mm średnicy.
OwocePestkowce o elipsoidalnym kształcie. Osiągają 15–25 mm długości oraz 8–12 mm średnicy. Osadzone są na szypułkach.

## Biologia i ekologia
Rośnie w wiecznie zielonych lasach. Występuje na terenach nizinnych. Kwitnie od maja do czerwca, natomiast owoce pojawiają się w marcu.